# Catedral de Xaém

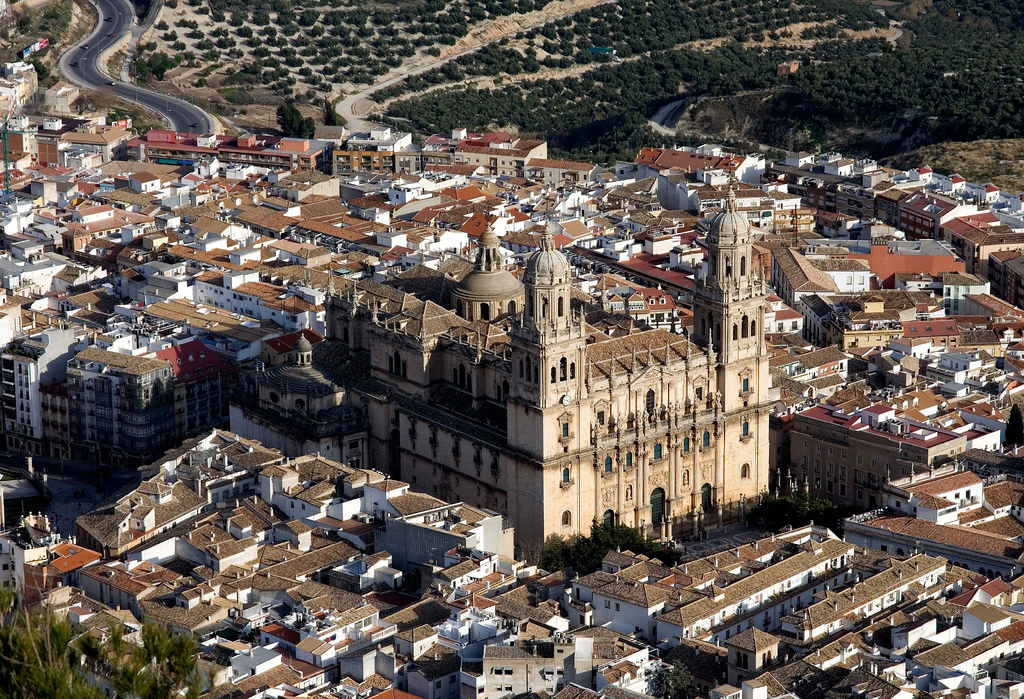

A Santa Igreja Catedral da Assunção da Virgem, da cidade espanhola de Xaém (Jaén) é uma catedral de estilo principalmente renascentista, concebida no século XVI tal como se observa na atualidade. A obra deve-se maioritariamente a Andrés de Vandelvira.